# WDR72
WDR72‏ (WD repeat domain 72) هوَ بروتين يُشَفر بواسطة جين WDR72 في الإنسان.